# دی‌یی‌وی اراتر
دی‌یی‌وی اراتر (به انگلیسی: DEV Aratere) یک کشتی است که طول آن ۱۸۳٫۵ متر (۶۰۲ فوت ۰٫۴ اینچ) می‌باشد. این کشتی در سال ۱۹۹۸ ساخته شد.